# Aquaforte
Aquaforte es un pueblo canadiense situado en la provincia de Terranova y Labrador.

## Superficie
Aquaforte tiene una superficie de 6,88 km².

## Demografía
En 2021, tenía 74 habitantes, una densidad poblacional de 10,7 hab./km², y 63 viviendas.